# Genzei Nippon
Genzei Nippon (en japonais : 減税日本, Genzei Nippon, litt. « Réduction des impôts Japon ») est un parti politique japonais (ou groupe politique) fondé le 26 avril 2010 par le maire de Nagoya de l’époque, Takashi Kawamura. Bien qu’il soit considéré comme un parti régional basé dans la préfecture d’Aichi, il a autrefois détenu un petit nombre de sièges dans des assemblées locales hors de la préfecture, et a même établi un bureau à Tokyo en vue d’une participation au niveau national. Depuis 2023, il entretient une relation d’alliance spéciale avec le Parti conservateur japonais (日本保守党, Nihon Hoshu-tō).
Son abréviation courante est « Genzei ».

## Aperçu
En 2010, Takashi Kawamura a soumis au conseil municipal de Nagoya un projet de loi comprenant trois mesures principales :
- une réduction permanente de 10 % de la taxe municipale ;
- la création de comités locaux composés de citoyens bénévoles chargés de décider d’une partie du budget municipal ;
- la réduction de moitié des rémunérations des élus, passant de 16 millions à 8 millions de yens.

Ces propositions ont cependant été rejetées. En réponse, Kawamura a fondé le parti Genzei Nippon le 26 avril 2010 afin de promouvoir ces politiques lors des prochaines élections municipales.
Lors des scrutins suivants, 28 candidats du parti ont été élus, faisant de Genzei Nippon la principale force à l’assemblée municipale de Nagoya. Par la suite, le parti a également remporté plusieurs sièges à l’assemblée préfectorale d’Aichi ainsi que dans d’autres assemblées locales, totalisant 47 élus.
En octobre 2012, grâce à l’adhésion de cinq parlementaires issus du Parti démocrate, Genzei Nippon a obtenu la reconnaissance en tant que parti national. Toutefois, une tentative de fusion avec le Parti de l’aube en novembre 2012 a échoué. Le parti a alors fusionné avec un groupe prônant l’opposition au partenariat transpacifique, ainsi que l’abandon du nucléaire, avant de rejoindre le Parti du futur du Japon.
Lors des élections législatives générales de décembre 2012, les candidats affiliés à Genzei Nippon, présentés sous l’étiquette du Parti du futur du Japon, n’ont remporté aucun siège. Après la scission de ce parti, Genzei Nippon n’a rejoint aucune des factions issues de cette division et a retiré de son programme les positions relatives à l’opposition au partenariat transpacifique et à l’abandon du nucléaire.
Depuis lors, Genzei Nippon fonctionne principalement comme un parti régional centré sur Nagoya et la préfecture d’Aichi. Malgré un certain recul, il est devenu la deuxième force au conseil municipal de Nagoya lors des élections locales de 2019, retrouvant également des sièges au conseil préfectoral.

## Histoire du Parti

### Politique nationale
En avril 2011, le député Yoshihiro Ishida démissionne de la Chambre des représentants pour se présenter à la mairie de Nagoya. Cette vacance dans la 6e circonscription d’Aichi donne au Genzei Nippon l’occasion de présenter pour la première fois un candidat à une élection nationale, lors d’une élection partielle, mais sans succès. La même année, la députée Yūko Satō quitte le Parti démocrate pour soutenir les candidats de Genzei Nippon aux élections municipales.
En 2012, le parti a lancé une "école politique" pour recruter des candidats aux élections législatives prévues, et a ouvert un bureau à Tokyo. Il annonce vouloir présenter des candidats dans les 15 circonscriptions d'Aichi, ainsi que dans les quatre préfectures de la région du Tokai. En août, deux députés ayant quitté le Parti démocrate rejoignent Genzei Nippon, permettant la formation d'un groupe parlementaire. Le parti publie alors un programme axé sur la réduction des impôts, le transfert des compétences fiscales aux collectivités locales et le renforcement de l'autonomie locale.
Le parti tente ensuite de se rapprocher d'autres formations comme le Parti de l'aube ou le Parti d'Osaka Ishin no Kai, sans succès. Il fusionne brièvement avec un groupe opposé au partenariat transpacifique, favorable à la sortie du nucléaire et au gel de la hausse de la TVA, formant le parti "Genzei Nippon - Anti-TPP - Sortie du nucléaire", avant de rejoindre en novembre 2012 le Parti du futur du Japon, nouvellement créé par la gouverneure de Shiga, Yukiko Kada. Lors des élections générales de 2012, les candidats affiliés à Genzei Nippon, présentés sous l'étiquette du Parti du futur, sont tous battus. Le parti national est démantelé, mais la structure régionale centrée sur Nagoya et Aichi se maintient.
En 2013, Genzei Nippon présente un candidat dans la circonscription d'Aichi pour les élections à la Chambre des conseillers, sans succès. En 2014 et 2016, plusieurs tentatives de rapprochement avec le Parti de l'innovation (Ishin) sont engagées. Des négociations pour une fusion sont engagées, mais échouent. En 2017, deux membres de Genzei Nippon se présentent sous l'étiquette du Parti de l'espoir lors des élections générales de 2017 pour la première et la troisième circonscription d'Aichi, mais ne sont pas élus. Le parti annonce la dissolution de sa section nationale. 
En 2019, le parti s'associe à nouveau à Ishin pour les élections à la Chambre des conseillers, mais sa candidate, Maki Misaki est battue. En 2021, le parti ne présente aucun candidat aux élections législatives. Takashi Kawamura tente de nouer une alliance avec un nouveau parti dirigé par Seiji Ueda, mais celle-ci n'aboutit pas. Il soutient toutefois la candidature au élections générale de 2021 de Maki Misaki qui est élue sous l'étiquette d'Ishin.
En 2022, Kawamura annonce présenter Ichiro Hirosawa aux élections à la Chambre des conseillers à Aichi. Bien qu'il soit soutenu par Ishin, il ne parvient pas à se faire élire. Le soutien ambigu de Kawamura à un candidat opposé à Ishin dans une autre circonscription entraîne une dégradation des relations entre les deux partis. Ainsi en 2023, Kawamura cofonde le Parti conservateur du Japon avec l'écrivain Naoki Hyakuta. Genzei Nippon conclut un accord d'alliance spéciale avec ce nouveau parti.
En 2024, lors des élections législatives, Kawamura est élu dans la 1re circonscription d'Aichi sous l'étiquette du Parti conservateur, de même que Yuko Takegami, ancienne élue régionale de Genzei Nippon. En 2025, Genzei Nippon annonce la candidature de Katsuhiro Tanaka à la Chambre des conseillers pour la circonscription d'Aichi, avec le soutien du Parti conservateur, mais sans en obtenir l'investiture officielle.

### Politique régionale à Nagoya
Le parti local Genzei Nippon est fondé en avril 2010 par Takashi Kawamura, alors maire de Nagoya. Initialement sans élus municipaux, le parti s’appuie sur un réseau citoyen, « Réseau du maire Kawamura », qui mobilise une quarantaine de candidats et finance la campagne grâce à des dons de citoyens. Dès ses débuts, le parti promeut trois engagements majeurs : la réduction permanente de la taxe municipale, la création de comités locaux citoyens, et la réduction de moitié des rémunérations des élus.
En juin 2010, la proposition de Kawamura de diviser par deux les rémunérations des élus locaux est rejetée par le conseil municipal. En réaction, son groupe lance une campagne de signatures pour dissoudre le conseil. Face à ces tensions, Kawamura démissionne de son poste de maire pour provoquer une élection anticipée, suite à quoi il est réélu maire en février 2011.
Lors des élections des conseillers municipaux en mars 2011, Genzei Nippon présente une liste de candidats composée en grande partie de ses partisans et anciens collaborateurs de Kawamura, notamment d’anciens membres du Parti démocrate. Le parti remporte la majorité relative au conseil municipal, devenant la première force politique locale avec 28 sièges sur 75. 
Durant les années suivantes, le parti fait face à plusieurs controverses et dissensions internes. En 2012, des membres quittent Genzei Nippon pour créer un groupe dissident, « Genzei Nippon Shinseikai », dénonçant la gestion interne du parti et affirmant leur volonté de reconstruire les engagements initiaux de Kawamura dans un esprit de dialogue plus ouvert.
Le parti subit également des scandales liés à l’utilisation des fonds publics et des irrégularités financières impliquant certains élus, entraînant exclusions et démissions. Ces tensions provoquent une baisse de ses effectifs au conseil municipal, qui passent de 28 à une 17 élus en 2013, à égalité avec le Parti libéral-démocrate (PLD).
Malgré ces difficultés, Kawamura est réélu maire pour un troisième mandat en 2013. Toutefois, aux élections partielles du conseil municipal de la même année, Genzei Nippon perd sa première place au profit du PLD et devient la deuxième force au conseil.
De 2014 à 2018, le parti continue de voir ses effectifs fluctuer à cause de départs, d’exclusions pour scandales financiers et de dissidences. En parallèle, il connaît un regain électoral en 2019, où il remporte 14 sièges, dépassant notamment le parti Komeito et le Parti communiste pour devenir la troisième force du conseil municipal.
En 2019, des tensions apparaissent à nouveau, notamment après une polémique liée à une déclaration controversée d’une élue. Le parti connaît ensuite plusieurs départs, certains élus formant des groupes indépendants.
En 2022, des négociations pour une alliance électorale avec le parti national Nippon Ishin no Kai échouent, notamment à cause d’un différend entre Kawamura et la direction d’Ishin, suite à des soutiens opposés lors d’élections nationales. Kawamura maintient une ligne politique locale indépendante, critiquant publiquement Ishin.
Lors des élections du conseil municipal de 2023, Genzei Nippon maintient ses 14 sièges malgré la concurrence directe d’Ishin, tandis que les candidats ayant quitté Genzei et soutenus par Ishin sont tous battus. Kawamura souligne l’importance de l’autonomie politique locale dans ses déclarations publiques.
En novembre 2024, à la suite du départ de Kawamura vers la politique nationale, son successeur désigné, Ichirō Hirosawa, remporte l’élection municipale. Cependant, le parti continue de perdre des élus en raison de divisions internes et de départs vers d’autres groupes, réduisant son influence au sein du conseil.

### Politique régionale hors de Nagoya
Dès sa création, Genzei Nippon affiche l’ambition de dépasser le cadre municipal de Nagoya. Le parti cherche à tisser des alliances locales, notamment avec Osaka Ishin no Kai, dirigé par le gouverneur d’Osaka, Tōru Hashimoto, et appelle des élus du Parti démocrate à le rejoindre. Une coopération est également mise en place avec le mouvement Nippon Ichi Aichi no Kai, dirigé par le gouverneur de la préfecture d’Aichi, Hideaki Ōmura. Dans ce cadre, Genzei Nippon s'accorde généralement l’exclusivité de la présentation des candidats dans la ville de Nagoya (avec quelques exceptions comme à Ichinomiya).
Le parti vise aussi une expansion nationale en présentant des candidats à diverses élections locales, comme celle du maire de Shizuoka ou encore dans d'autres conseils municipaux à travers le pays.
Lors des élections locales unifiées d’avril 2011, Genzei Nippon présente 21 candidats aux élections préfectorales d’Aichi dans 14 circonscriptions (hors Nagoya), remportant 13 sièges. En revanche, ses candidats échouent à se faire élire dans les autres préfectures (Gifu, Mie, Shizuoka) et dans les circonscriptions hors Nagoya. Le 24 avril, lors du second tour des élections locales, aucun des candidats aux postes de maire n’est élu, mais 23 conseillers municipaux sont élus (dont 5 sur 11 officiellement investis). Le parti fait ainsi élire pour la première fois un conseiller municipal hors de Nagoya, à Ōwariasahi.
Les années suivantes sont marquées par plusieurs scandales et départs. En 2012, une élue est poursuivie pour avoir vanté les mérites de produits non autorisés sur le site internet de son entreprise. En 2013, un conseiller démissionne après avoir perçu des fonds publics pour un assistant fictif. En 2014, un autre est mis en cause pour avoir confié une mission d’étude à une connaissance personnelle, facturée sur les fonds publics. Plusieurs de ces affaires entraînent des départs ou des démissions, et la représentation du parti au conseil préfectoral d’Aichi diminue progressivement.
En 2015, le parti ne parvient à faire élire aucun de ses candidats lors des élections préfectorales d’Aichi, perdant ainsi toute représentation à ce niveau. Le seul élu hors de Nagoya, à Ōwariasahi, est également battu.
En 2019, Genzei Nippon revient au conseil préfectoral d’Aichi avec l’élection de Chōtarō Shimabukuro dans l’arrondissement de Nishi. À la même période, des candidats du parti sont également élus dans les villes de Nisshin (Aichi) et Kani (Gifu), bien qu’ils échouent à se faire réélire en 2023.
En février 2022, une candidate du parti, Hiroko Takegami, est élue lors d’une élection partielle à Toyohashi. Peu après, les deux élus préfectoraux de Genzei Nippon modifient leur enregistrement officiel pour se déclarer comme membres du groupe « Genzei Ishin », dans le cadre d’un rapprochement avec Nippon Ishin no Kai. Toutefois, cette coopération prend fin en novembre 2022, les deux élus quittant Ishin à la suite de l’échec des négociations électorales.
Lors des élections préfectorales d’avril 2023, Genzei Nippon obtient trois sièges dans le département d’Aichi. En revanche, ses candidats échouent dans toutes les autres élections municipales ou préfectorales disputées dans les départements de Gifu, Saitama et Tokyo. Le parti présente notamment un candidat aux élections de l’Assemblée métropolitaine de Tokyo en juin 2025, mais celui-ci n’est pas élu.

## Programme politique
Genzei Nippon rend publics ses programmes de manière périodique. En novembre 2023, la dernière version disponible était celle publiée en août 2022.
Le programme du parti repose sur plusieurs axes principaux :
- Une baisse des impôts, en particulier une réduction de 10 % de la taxe résidentielle locale (préfectorale et municipale) et une baisse de la taxe sur la consommation (de 5 % à 4 %).
- Une réduction significative de la rémunération des élus (par exemple, à Nagoya, de 16 à 8 millions de yens par an pour les conseillers municipaux).
- La création de « comités de quartier » permettant à des citoyens bénévoles de décider de l’usage d’une partie du budget municipal.

Bien que proche du néolibéralisme par sa volonté de réduire la taille de l’administration et de promouvoir une gouvernance plus légère, Genzei Nippon adopte aussi certaines positions keynésiennes, en prônant des baisses d’impôts et une relance budgétaire pour stimuler l’économie. Le parti soutient également une implication accrue des associations et ONG dans la gestion des affaires publiques, dans une logique de « nouvelle sphère publique » fondée sur la culture du don.
Genzei Nippon défend aussi une réforme administrative d’ampleur fondée sur le régionalisme. Il soutient notamment le projet de création d’une « capitale centrale » (chūkyō-to), avec Nagoya pour centre, dans le cadre d’une refonte du système administratif japonais. Cette vision s’inscrit dans le soutien plus large du parti à l’instauration d’un système de régions autonomes (dōshūsei). 

## Résultats aux élections
| Élection                       | Sièges  |
| ------------------------------ | ------- |
| Création du parti              | 1 / 480 |
| Élections législatives de 2012 | 0 / 480 |
| Élections législatives de 2014 | 0 / 475 |
| Élections législatives de 2017 | 0 / 465 |
| Élections législatives de 2021 | 0 / 465 |
| Élections législatives de 2024 | 0 / 465 |

| Élection                       | Sièges  |
| ------------------------------ | ------- |
| Création du parti              | 1 / 242 |
| Élections sénatoriales de 2013 | 0 / 242 |
| Élections sénatoriales de 2016 | 0 / 242 |
| Élections sénatoriales de 2019 | 0 / 242 |
| Élections sénatoriales de 2022 | 0 / 242 |

| Élection                      | Sièges  |
| ----------------------------- | ------- |
| Création du parti             | 1 / 75  |
| Élections municipales de 2011 | 28 / 75 |
| Élections municipales de 2015 | 12 / 75 |
| Élections municipales de 2019 | 14 / 68 |
| Élections municipales de 2023 | 14 / 68 |

| Élection                        | Sièges   |
| ------------------------------- | -------- |
| Création du parti               | 0 / 103  |
| Élections préfectorales de 2011 | 13 / 103 |
| Élections préfectorales de 2015 | 0 / 102  |
| Élections préfectorales de 2019 | 1 / 102  |
| Élections préfectorales de 2023 | 3 / 102  |